# Libération de Rennes
Pour un article plus général, voir Histoire de Rennes.
Libération de la France
Batailles
2e campagne de France
- Corse
- Limousin
- Ain et Haut-Jura
- Les Glières
- Ascq
- Division Brehmer
- Mont Mouchet
- Opérations SAS en Bretagne
- Bataille de Normandie
- Guéret
- Brigade Jesser
- Cornil
- 1er Tulle
- 2e Tulle
- Argenton-sur-Creuse
- Oradour-sur-Glane
- 1er Ussel
- Saint-Marcel
- Saffré
- Mont Gargan
- Vercors
- Penguerec
- Lioran
- Égletons
- 2e Ussel
- Débarquement de Provence
- Port-Cros
- La Ciotat
- Toulon
- Martigues
- Marseille
- Nice
- Rennes
- Saint-Malo
- Brest
- Paris
- Mont-de-Marsan
- Montélimar
- Maillé
- Écueillé
- La Saulx
- Meximieux
- Nancy
- Colonne Elster
- Dunkerque
- Arracourt
- Saint-Nazaire
- Lorient
- Metz
- Royan et de la pointe de Grave
- Campagne de Lorraine
- Colmar

Front d'Europe de l'Ouest
Front d'Europe de l'Est
Campagnes d'Afrique, du Moyen-Orient et de Méditerranée
Bataille de l'Atlantique
Guerre du Pacifique
Guerre sino-japonaise
La libération de Rennes et de ses environs se déroule le 4 août 1944 par l'action conjointe des Forces françaises de l'intérieur (FFI) et de l'armée américaine du général George Patton, mettant fin à quatre années d'occupation de la ville par les Allemands dans le cadre de la libération de la Bretagne.
La prise de la ville permettra aux troupes alliées de progresser en profondeur sur le territoire breton, en direction de Lorient et Saint-Nazaire.

## Contexte historique

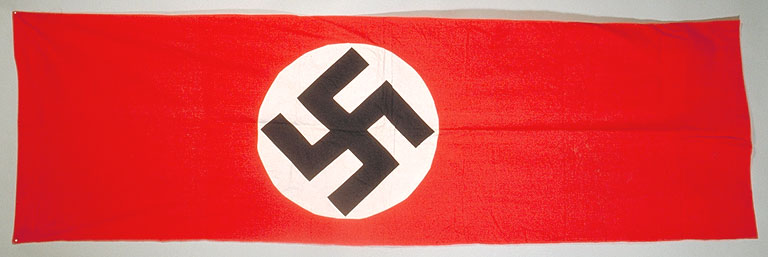
Drapeau nazi récupéré à Rennes, place de la Mairie, le 4 août 1944.

La ville, déclarée ouverte, est occupée depuis le 18 juin 1940 par les troupes allemandes sans combat, après la défaite française dans la bataille de France.
Rennes est bombardée trois fois en juin 1944 pendant la bataille de Normandie. Le 8 juin, les bombardiers Martin B-26 Marauder américains reçoivent l'ordre de bombarder la gare de triage utilisée par la 17e division de Panzergrenadiers SS qui remontait vers le nord de la France pour affronter la tête de pont alliée en Normandie. Le 9 juin, la Royal Air Force bombarde des cibles stratégiques allemandes. Trois jours plus tard, les Boeing B-17 Flying Fortress de l'US Air Force mènent à nouveau plusieurs raids contre la ville, dont quelques-uns seront interceptés par les Messerschmitt Bf 109 de la Luftwaffe et d'autres abattus par les canons Flak de la défense anti-aérienne allemande.
Après la réussite de l'opération Cobra, et la percée d'Avranches qui s'ensuivit fin juillet 1944, le piétinement des Alliés sur le front normand prend fin et la libération de la Bretagne débute.
Souhaitant initialement contourner Rennes afin de foncer sur Brest, Lorient et Saint-Nazaire, principaux ports bretons, transformés pour la plupart en forteresses (Festung) par la Wehrmacht, les Américains se retrouvent bloqués à Rennes par la résistance de quelques unités allemandes.

## Déroulement de la bataille

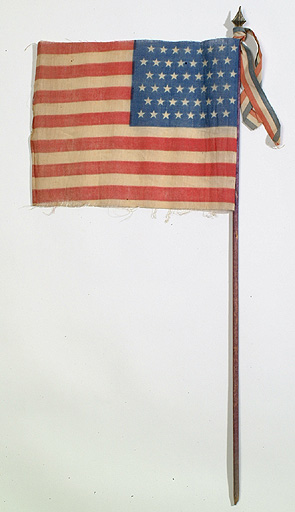
Drapeau américain 02-0036P

Le 1er août 1944, alors que les Américains viennent de libérer Avranches, la progression d'un fer de lance de la 4e division blindée est entravée à 15 heures par une unité de DCA allemande au lieu-dit Maison-Blanche à Saint-Grégoire. Les six canons de 88 mm et les deux canons de 20 mm de la batterie mixte mettent hors de combat, par des tirs tendus, onze chars Sherman et trois autochenilles, tuant 50 soldats, en blessant 20, et 20 autres sont capturés. L'église Saint-Laurent, au nord, servant d'observatoire aux artilleurs allemands, est détruite.
L'artillerie américaine pilonne alors la ville. Le 2 août, en raison de problèmes de communication dans l'État-major américain et de l'absence d'infanterie disponible pour pénétrer dans la ville, aucune progression n'est faite et le major-général John Shirley Wood fait contourner Rennes par l'ouest avec ses groupes de combat A et B, descendant jusqu'à Châteaubriant, mais il est contraint de s'orienter vers Vannes et Lorient alors qu'il souhaitait remonter sur Angers en direction de Paris. Ce coup d'arrêt devant Rennes a deux conséquences néfastes : le 3 au matin, les Allemands font partir un train de 800 résistants et résistantes et de 400 prisonniers alliés en direction de l'Allemagne et, dans la nuit du 3 au 4 août, le colonel Eugen König reçoit l'autorisation du général Paul Hausser, commandant la VIIe armée, d'évacuer la ville en cours d'encerclement, non sans avoir fait sauter la plupart des ponts le 4 vers 5 heures. Les servants des batteries de DCA allemandes évacuent après les avoir mises hors de service. Au soir du 3 août, des éléments de la 8e division d'infanterie avaient lancé un assaut contre la ville dans le secteur des Gantelles. Le 4 au matin, des soldats du 13e régiment d'infanterie de la 8e division pénètrent en ville vers 9 h sans rencontrer de résistance.

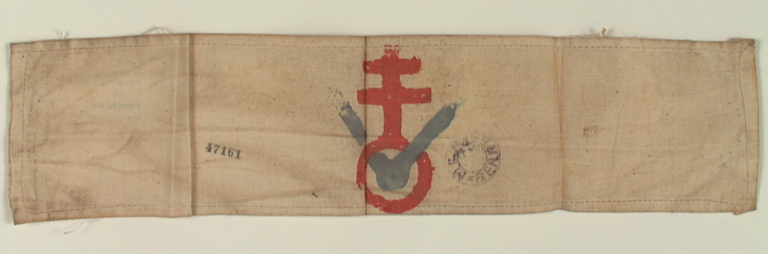
Brassard d'un résistant de la Seconde Guerre mondiale, musée de Bretagne

Le 3 août 1944 en fin d'après-midi, la mairie de Rennes avait été prise par la Résistance, sous les ordres du général Le Vigan, et Yves Milon, nommé président de la délégation spéciale. Sa maîtrise de l’anglais, nécessaire aux relations avec l’armée américaine, aurait été un atout décisif à sa nomination à ce poste. Le maire vichyste, René Patay, et ses adjoints et secrétaires sont évincés. Les Allemands tentent de mettre feu au bâtiment, mais celui-ci est rapidement maîtrisé. Le 4 août, le résistant Victor Pierre Le Gorgeu, sénateur du Finistère et Maire de Brest, prend ses fonctions de Commissaire Régional de la République de la Bretagne institué par le Gouvernement provisoire de la République française, installé par Pierre Herbart (qui obtient de la part des Américains l'arrêt des bombardements inutiles sur la ville). Henri Fréville, futur sénateur Maire de Rennes, était son délégué à l'information et président de la commission de re-parution des titres de presse. Il organisa avec Jean Marin la prise de possession de la radio et de la presse, en particulier Ouest-Eclair qui renaitra sous le nom de Ouest-France.
Le général de Gaulle a ainsi réussi à mettre en place son administration dans la première grande ville libérée de France, évitant la mise en place d'un gouvernement militaire allié dans les territoires occupés, l'AMGOT : Allied Military Government in Occupied Territories.
Les unités dispersées sous le commandement du colonel Eugen König vont battre en retraite vers Saint-Nazaire. Lors de leur retraite, plusieurs combats les opposent aux FFI et aux Américains, car les zones environnantes avaient déjà été libérées. 60 soldats allemands sont ainsi tués et 130 autres blessés au total entre le 4 et le 6 août 1944.